# 2081 Сазава
2081 Сазава (2081 Sázava) — астероїд головного поясу, відкритий 27 лютого 1976 року.
Тіссеранів параметр щодо Юпітера — 3,474.
Названо на честь чеської річки Сазава.